# Kathleen Olsovsky
Kathleen Honorah Olsovsky (ur. 3 stycznia 1982 w Torrance w stanie Kalifornia, USA) – amerykańska siatkarka słowackiego pochodzenia, występująca na pozycji atakującej. Wielokrotna reprezentantka USA w piłce siatkowej kobiet, z powodzeniem występowała również w turniejach siatkówki plażowej. Obecnie pracuje jako dyrektor sportowy drużyny USC Trojans.

## Kariera klubowa
- USC Trojans (2000–2003)
- Leonas de Ponce (2004)
- Winiary Kalisz (2004–2005)
- 1ª Classe Roma Pallavolo (2006–2007)
- Club Voleibol Tenerife (2007–2008)
- Samorodok Chabarowsk (2008–2009)
- Gigantes de Carolina (2009–2010)
- Organika Budowlani Łódź (2010)

W barwach Uniwersytetu Południowej Kalifornii Olsovsky grała przez 3 lata. Szkołę ukończyła ze statystykami umieszczającymi ją w historii uczelni w czołowej dziesiątce w aż siedmiu kategoriach. W 2003 roku poprowadziła swoją drużynę do mistrzostwa NCAA.
W sezonie 2004/05 była zawodniczką Winiar Kalisz, z którymi zdobyła mistrzostwo Polski. W sezonie 2007/08 roku z drużyną z Teneryfy wywalczyła 3. miejsce w rozgrywkach ligowych w Hiszpanii.
Jej ostatni klub to Organika Budowlani Łódź, który jednak opuściła podczas sezonu.

## Kariera reprezentacyjna
- 2006 – udział w TV Azteca Cup (6. miejsce)
- 2007 –  2. miejsce w mistrzostwach strefy NORCECA
- 2007 – udział w Pucharze Panamerykańskim (4. miejsce)
- 2008 – udział w Pucharze Panamerykańskim (5. miejsce)

## Sukcesy
- Mistrzostwo Polski z Winiarami Kalisz w sezonie 2004/05
- 3. miejsce w lidze hiszpańskiej z Club Voleibol Tenerife w sezonie 2007/08